# Deshaies

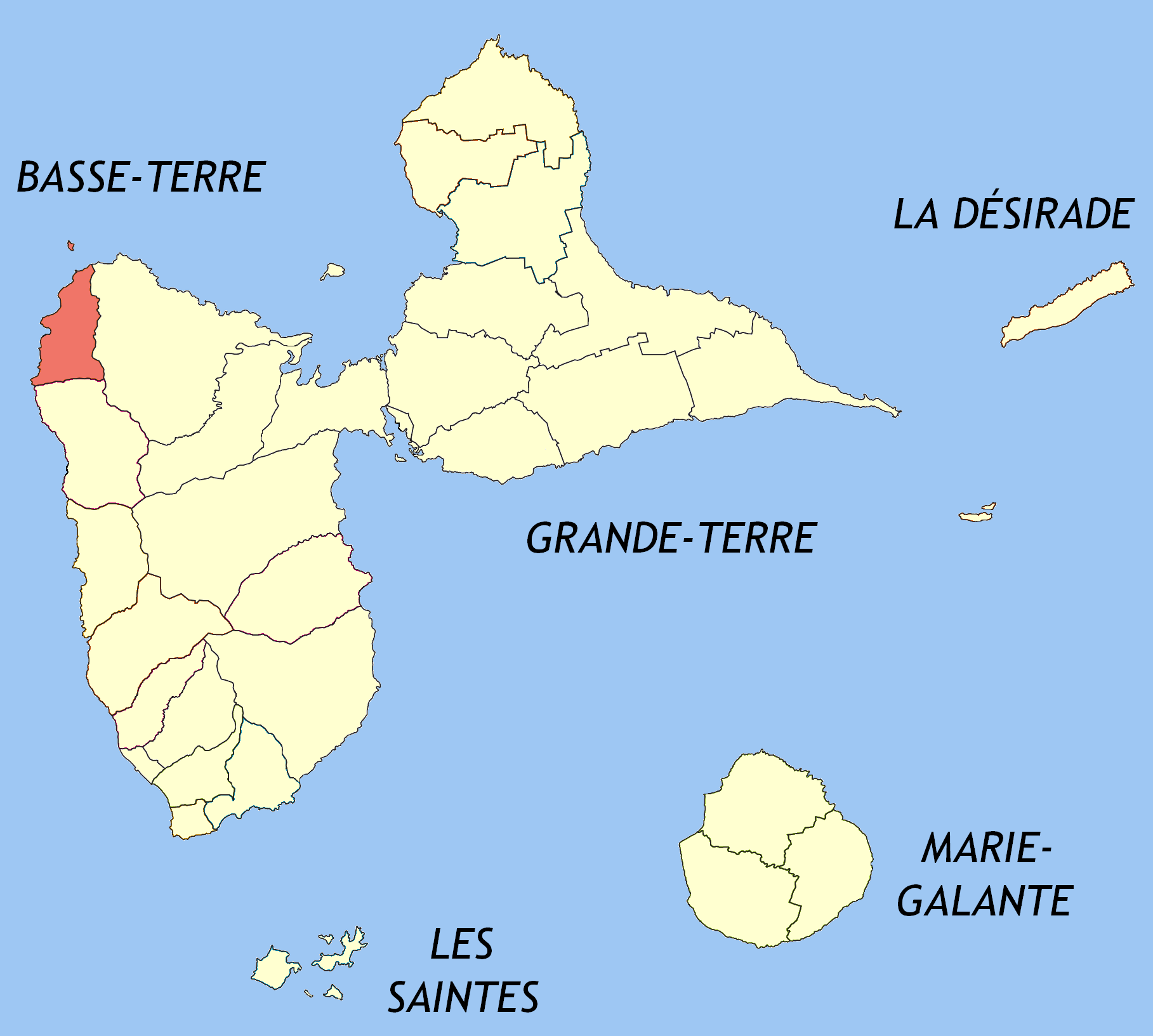
Localització de Deshaies

Deshaies és un municipi francès, situat a Guadalupe, una regió i departament d'ultramar de França situat a les Petites Antilles. L'any 2006 tenia 4.287 habitants. Limita a l'est amb Sainte-Rose i al sud amb Pointe-Noire.

## Demografia
| 4.042                                      | 4.287 |
| Des de 1962: població sense dobles comptes |       |

## Administració
| Període | Identitat   | Partit |
| ------- | ----------- | ------ |
| 2001-   | Jeanny Marc | GUSR   |